# Švedska akademija
Švedsku akademiju (šved. Svenska Akademien) utemeljio je 1786. švedski kralj Gustav III. Kopiran je način rada Francuske akademije, koja je bila prva Akademija osnovana u svijetu. Švedska akademija broji 18 članova. Krilatica akademije je "Talent i okus" (šved. "Snille och Smak").
Od 1901., akademija odlučuje kome će biti dodijeljena Nobelova nagrada za književnost. Nagrada se dodjeljuje u sjećanje na Alfreda Nobela.
Drugi zadatak akademije je očuvanje švedskog jezika, tj. njegove "čistoće, jakosti i veličanstvenosti. Da bi ostvarila ove ciljeve akademija je objavila dva 
rječnika.
Prvi rječnik je samo jedna velika knjiga, pod nazivom Popis riječi švedske akademije (šved. Svenska Akademiens ordlista (ili SAOL)).  2005., objavljeno je njegovo 13. izdanje. Drugi rječnik je puno obimniji. Naziva se Rječnik švedske akademije (šved. Svenska Akademiens ordbok (ili SAOB)). Sadržaj je tako obiman da je napisan u više svezaka. Prvi svezak tiskan je 1898. a 2005. rad je bio utemeljen na riječima koje su počinjale sa slovom "T".
Akademija je smještena u zgradi Štockholmske burze. U prizemlju je bila smještena burza a prostorije na katu se korištene za ples, novogodišnje zabave, itd.
Odaja za ples je bila najveća prostorija u Stockholmu 1786. koja se mogla grijati i koristiti zimi. Kralj je dodijelio ovu prostoriju akademiji i ona je tu ostala do današnjih dana. 1914. akademija je dobila pravo na uporabu gornjeg kata, kao vlastitog, zauvijek. Ovdje se susreću, između ostalih, dobitnici Nobelove nagrade. Ovo je razlog zašto je akademija jedna od najvažnijih književnih skupina u svijetu. Švedska akademija je dio Švedske kraljevske akademije znanosti (šved. Kungliga Vetenskapsakademin).

## Vanjske poveznice
- Swedish Academy – Službene stranice (engl.)